# TenDance
TenDance war ein werbefinanziertes, kostenloses Musikmagazin, das 1992 von Daniel Stolze (alias DJ Abyss) in Frankfurt (Oder) gegründet wurde. Neben Groove und Raveline galt TenDance als wichtigstes deutsches Magazin für elektronische Musik. Die Print-Ausgabe erschien bis 2004.
Die ersten Ausgaben erscheinen in kleiner Auflage im schwarz-weiß-kopierten A4-Format als Veranstaltungsguide für Techno und House. Ab März 1993 erscheint Ten Dance im 2-Monats-Rhythmus als s/w-gedruckte Ausgabe, im Juli desselben Jahres erstmals im farbigen Magazin Format. Mit der Februar-Ausgabe 1994 erscheint TenDance monatlich (Doppelausgabe Juli/August und Dezember/Januar) und wird deutschlandweit kostenlos über Plattenläden, Clubs und Trendshop vertrieben.
1995 zieht die Redaktion nach Berlin und verändert das inhaltliche Konzept des TenDance grundlegend. Unter dem Slogan „The Entertainment Of Electronic Art“ wird der Inhalt um News, Stories, Interviews, Party Dates und Tips, DJ und Studio-Equipment-Tests erweitert, die Auflage steigt auf 80.000 Exemplare. Lag bis dato der inhaltliche Schwerpunkt auf Techno und House, werden von nun an alle musikalischen Richtungen elektronischer Musik berücksichtigt. Ebenfalls ab Frühjahr 1995 erscheinen erste redaktionelle Inhalte auf der eigenen Homepage tendance.de, ab Ende desselben Jahres erscheinen die vollständigen Inhalte der Zeitschrift zeitgleich im Internet. Bereits Ende der 1990er Jahre gewinnt die Internet-Präsenz entscheidend an Bedeutung, da neben aktuellen Inhalten auch auf den Content alter Ausgaben zurückgegriffen werden kann.
TenDance tritt neben dem Verlag auch als Veranstalter auf, unter anderem mit X-Mix 1, Atmosphere Rave, Space Admission und deutschlandweiten Tour-Konzepten. Im Juni 2002 stirbt die Mitverlegerin und Geschäftsführerin Christiane Stolze. Daniel Stolze übernimmt die Verlagsgeschäfte ab diesem Zeitpunkt allein. Im Februar 2004 erschien die letzte Print-Ausgabe, in welcher sich die TenDance-Redaktion offiziell von ihren Lesern verabschiedete und ankündigte, in Zukunft ausschließlich im Internet erreichbar zu sein.